# Eriauchenius sama
Eriauchenius sama — вид павуків родини архідових (Archaeidae). Описаний у 2018 році.

## Поширення
Ендемік Мадагаскару. Виявлений у національному парку Ранумафана в провінції Фіанаранцуа на південному сході острова.

## Опис
Чоловічий голотип завдовжки 2,10 мм, а жіночий паратип 2,24 мм.